# مسجد حاجي بادال (باسكال)
مسجد حاجي بادال (بالأذرية: Hacı Bədəl məscidi، بالإنجليزية: Haji Badal Mosque، بالروسية: Мечеть Гаджи Бадал): هو معلم تاريخي ومعماري من القرن التاسع عشر. يقع المسجد في محمية باسكال التاريخية الثقافية الحكومية في أذربيجان.

## عن
تم بناء مسجد حاجي بادال في 1854 بمستوطنة باسكال. تم بناء المسجد من قبل حاجي بادل مشادي آغا أوغلو. قام حاجي بادال، من حي غوشابولاق في باسكال، ببناء المسجد تكريمًا لابنته سيتار.
كما يحتوي فناء المسجد على ضريح سيد أمبولبانو. يقال أنه من نسل الإمام جعفر الصادق (رضي الله عنه). يشير النقش الموجود على مدخل الضريح إلى أن سيد أومبولبانو عاش من 1855 إلى 1898 ودُفن في الضريح.
في أذربيجان، بعد احتلال الجيش الأحمر لأذربيجان، بدأت المعركة ضد الدين رسميًا في 1928. في ديسمبر من ذلك العام، قامت اللجنة المركزية الحزب الشيوعي الأذربيجاني (1920) بتحويل العديد من المساجد والكنائس والمعابد اليهودية إلى ميزانية الأندية لأغراض تعليمية. إذا كان هناك 3000 مسجد في أذربيجان في 1917، انخفض هذا العدد إلى 1700 في 1927، و1369 في 1928، و17 فقط في 1933. كما تم إغلاق مسجد حاجي بادال خلال هذه الفترة. في البداية، تم تركيب أنوال النسيج في المبنى، وكان يعمل كمشغل للحرير. بعد الحرب العالمية الثانية، تم استخدام المبنى كمستودع لجمعية المستهلكين الريفية. في 1985، تم إجراء أعمال ترميم كبرى للمسجد. في 1989، تم إنشاء محمية "باسكال" التاريخية الثقافية الحكومية في المنطقة التي تضم المسجد.
بعد أن استعادت أذربيجان استقلالها في 1991، أعيد فتح المسجد للعبادة. تم إدراجه في قائمة المعالم التاريخية والثقافية غير المنقولة ذات الأهمية المحلية؛ وفقا للقرار رقم 132 لمجلس وزراء جمهورية أذربيجان بتاريخ 2 أغسطس 2001.

## أسلوب البناء
سقف المسجد مصنوع من الخشب، والأرضية مصنوعة من الحجر. السقف مغطى بصفائح الحديد. يوجد داخل المسجد نافذتان مقوستان وستة نوافذ مستطيلة. تنقسم قاعة الصلاة إلى قسمين، قسم للنساء وقسم للرجال. يقع القسم النسائي على شرفة خشبية في القاعة الرئيسية. تتسع قاعة الصلاة لـ 200 شخص. المنبر مصنوع من الخشب. تم تزيين المحراب بأنماط متنوعة على أيدي الخطاطين الباسكاليين. يضم المحراب أيضًا اسم "علي" مكتوبًا باللغة العربية عدة مرات على شكل حمامة. يشكل هذا النقش، الممزوج بتأثير المرآة، اسم "محمد". يحتوي المسجد على قبة واحدة ومئذنة واحدة. يبلغ ارتفاع القبة 4 أمتار.